# Lissodema quadridentatum
Lissodema quadridentatum là một loài bọ cánh cứng trong họ Salpingidae. Loài này được Champion mô tả khoa học năm 1923.